# Неравенство Харди
Нера́венство Ха́рди — математическое неравенство, названное в честь автора, английского математика  Г. Х. Харди. Впервые опубликовано и доказано в 1920 году в заметке Харди, посвящённой упрощению доказательства теоремы Гильберта о двойных рядах.

## Формулировка
Приведём современный вариант неравенства; он несколько отличается от приведенного в первой публикации Харди — в 1926 году Эдмунд Ландау уточнил коэффициент в правой части.
| Пусть {\displaystyle a_{1},a_{2},a_{3}\dots } — последовательность неотрицательных вещественных чисел, не все из которых равны нулю. Тогда для любого вещественного числа {\displaystyle p>1} имеет место неравенство: {\displaystyle \sum _{n=1}^{\infty }\left({\frac {a_{1}+a_{2}+\cdots +a_{n}}{n}}\right)^{p}<\left({\frac {p}{p-1}}\right)^{p}\sum _{n=1}^{\infty }a_{n}^{p}.} |

Константа справа {\displaystyle \left({\frac {p}{p-1}}\right)^{p}} является оптимальной, то есть в случае любого её уменьшения неравенство может не выполняться.

## Интегральная версия
| Если {\displaystyle f(x)} — неотрицательная интегрируемая функция, то: {\displaystyle \int _{0}^{\infty }\left({\frac {1}{x}}\int _{0}^{x}f(t)\,dt\right)^{p}\,dx\leqslant \left({\frac {p}{p-1}}\right)^{p}\int _{0}^{\infty }f(x)^{p}\,dx.} |

Равенство левой и правой части возможно тогда и только тогда, когда функция {\displaystyle f(x)} почти всюду равна нулю.

## Замечания
Из неравенства Харди можно вывести как следствие неравенство Карлемана.
У интегрального неравенства Харди имеются многочисленные обобщения.